# Antic Hospital de Santa Maria
L'edifici de l'antic Hospital de Santa Maria de Lleida, situat al Carrer Major davant de la Catedral Nova, és una mostra de l'arquitectura gòtica civil catalana dels segles XV i XVI. És una obra declarada bé cultural d'interès nacional.

## Història
L'hospital de Santa Maria, on hom es proposava de reunir els set hospitals que hi havia a la ciutat, fou començat el 1454 sota els auspicis dels paers de la ciutat i de la Reina Maria, muller d'Alfons el Magnànim. La direcció fou encomanada a Andreu Pi, que era al mateix temps mestre d'obres de la seu lleidatana. El 1509 es reprengueren les obres, paralitzades des de feia quaranta-vuit-anys, i l'hospital s'acabà vers el 1520, tot i que el 1476 ja assistia a malalts i peregrins. El Capítol de la seu contribuí generosament a la seva culminació, així com el bisbe Jaime de Cochinillos (1513-1542). Una imatge en relleu de la Mare de Déu, senyal heràldica del Capítol, situada al pany inferior de la galeria gòtica, i l'escut del bisbe col·locat damunt al portal de la planta noble testimonien aquesta aportació. El mestre d'obres Jaume Borrell, que realitzà la planta noble i el pati entre 1517 i 1519, portà a bon terme l'obra.
Així mateix cal esmentar que la decoració es va reservar per a ornamentar la façana principal presidida per una imatge gòtica de la Verge Maria, advocació de l'hospital, peça escultòrica avui dipositada al Museu de Lleida. L'escultura incorpora també tres escuts d'armes catalanes, obra atribuïda a Bertran de la Borda (1462-1485). L'hospital, com la resta d'edificis monumentals de Lleida, va sofrir les conseqüències de la Guerra de Successió: si bé fou creat per ser un hospital públic i civil, Felip V n'utilitzà la meitat del seu espai tot convertint-lo en hospital militar, funció sota la qual quedà fins al 1854 en què retornà a ús exclusivament civil.
L'any 1915 l'edifici passà a ser propietat de la Diputació de Lleida, la qual el destinà a fins purament culturals. El 1928, l'edifici és declarat Monument d'Interès Nacional i ja serà l'any 1942 quan es crea la Fundació Pública Institut d'Estudis Ilerdencs i li és cedit l'antic hospital de Santa Maria com a seu en perpetuïtat. L'IEI promou la investigació científica, el conreu de les arts i les lletres i tutela les qüestions que afectin el patrimoni cultural de la ciutat.

## Descripció

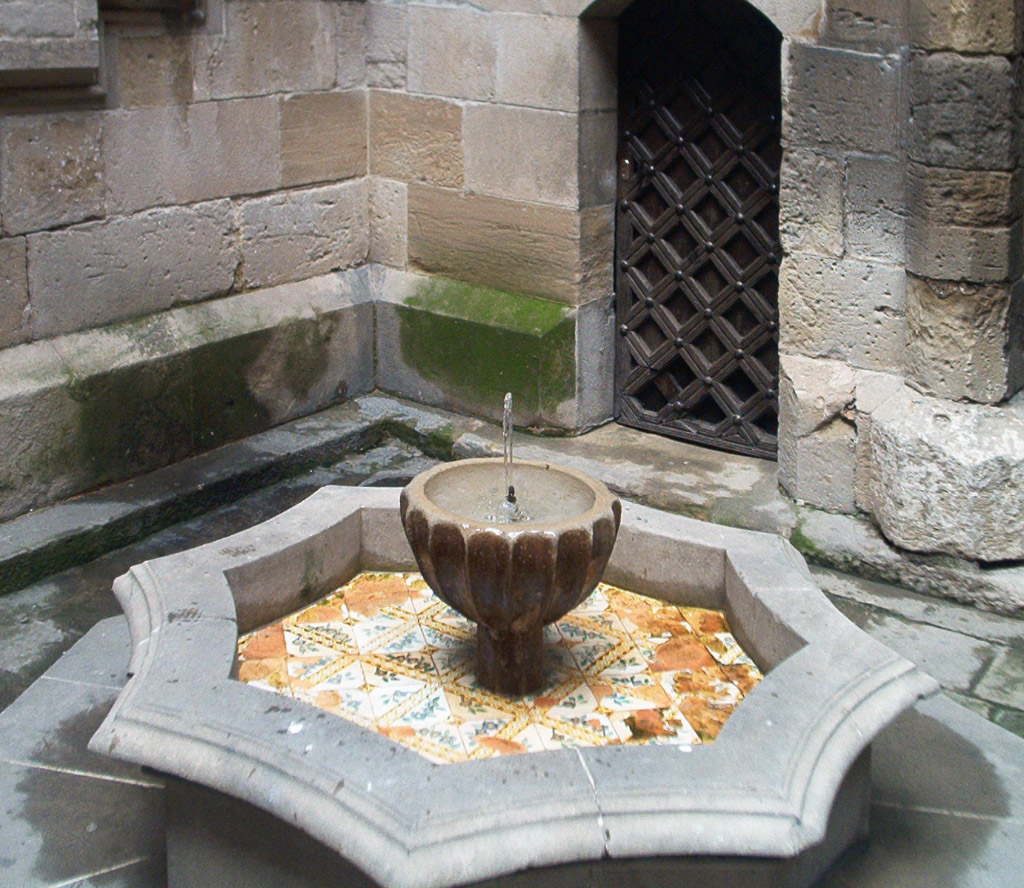

L'hospital de Santa Maria és un edifici de planta quadrada, de planta baixa i dos pisos, organitzat entorn d'un pati central. Les façanes, d'una gran austeritat i composició equilibrada, són properes a les formes renaixentistes. Sobre el portal adovellat hi ha una imatge de la Mare de Déu, obra d'Andreu Pi, sota un dosser filigranat. L'element més interessant és el pati, amb una galeria d'arcs apuntats que recorre tots quatre costats de la planta noble, i carrega sobre arcs rebaixats i sobre poderoses mènsules esglaonades. L'escala, de dos trams, típica dels patis gòtics catalans, rep aquí una solució específica, similar a la del palau Reial de Santes Creus i causada pel mateix fet d'haver d'accedir a un cos volat: no és completament exterior, sinó que el tram llarg se situa en una de les galeries. Això obliga els arcs afectats a prolongar els seus suports fins al pla inicial de la barana, però respectant sempre l'alineació de les bases de les columnes en la mateixa horitzontal que resta de la galeria.
Des del pati s'accedeix a la capella de l'Hospital, també gòtica, amb el retaule de Francesc Escarpenter, barroc (1738). La planta i alçats generals de l'edifici fou el resultat del treball d'artistes sorgits de l'obra de la Seu Vella, concretament de Jordi Safont i Jaume Borrell. El 1996 es restaurà la coberta.

### Mare de Déu de l'Hospital
La Mare de Déu de l'Hospital és una escultura en pedra que, des de finals del segle xv o principis del XVI i fins al 2006, va presidir la façana principal de l'edifici que actualment acull l'Institut d'Estudis Ilerdencs (IEI). Pel que fa a la seva autoria, hi ha diferents hipòtesis que l'atribueixen a dos autors diferents. Alguns especialistes diuen que pot ser obra de Bertran de la Borda, escultor prolífic que va iniciar la seva trajectòria artística de la mà d'un dels renovadors de la plàstica quatrecentista, Jordi Safont, per acabar convertint-se en mestre d'obra de l'antiga Catedral de Lleida, i que va ser col·laborador de l'execució de l'escultura de la Mare de Déu del Blau.
D'altres estudiosos, en canvi, creuen que és obra d'Antoni Queralt, mestre d'obra de la Seu Vella entre 1494 i 1513, donat que alguns detalls estilístics i compositius semblen indicar que l'execució de la Mare de Déu de l'Hospital és posterior a la de la Mare de Déu del Blau. La realitat és que, avui dia i de moment, es desconeix la seva autoria.
L'any 2006 la imatge va ser retirada del seu emplaçament original i sotmesa a un procés de restauració, que va permetre la seva revalorització. La mateixa intervenció desaconsellava una posterior recol·locació al seu emplaçament primigeni, on hauria restat de nou exposada a les inclemències meteorològiques i a les degradacions provocades pels agents climàtics.
La incorporació d'aquesta obra al Museu de Lleida suposa un enriquiment considerable de la col·lecció d'escultura gòtica que custodia la institució, la qual és una de les més importants del país i una de les fortaleses del Museu, amb el conjunt d'obres de l'Escola de Lleida del segle xiv, un dels episodis artístics més singulars de les nostres terres. A més, resol el buit de les col·leccions del Museu de Lleida pel que fa a l'escultura en pedra de finals del Quatrecents o primers anys del Cinccents. Així doncs, la incorporació de la Mare de Déu de l'Hospital al recorregut de l'exposició permanent permet que tot el període gòtic, dels del primer terç del segle xiv fins a començaments del Renaixement, estigui representat.